# Čína na zimních olympijských hrách
Čína na zimních olympijských hrách startuje od roku 1980. Toto je přehled účastí, medailového zisku a vlajkonošů na dané sportovní události.

## Účast na Zimních olympijských hrách
| Dějiště ZOH            | ZOH      | Vlajkonoš                                     | Zlatá medaile | Stříbrná medaile | Bronzová medaile | Celkem |
| ---------------------- | -------- | --------------------------------------------- | ------------- | ---------------- | ---------------- | ------ |
| 1980 Lake Placid       | ZOH 1980 | Zhao Weichang                                 |               |                  |                  | 0      |
| 1984 Sarajevo          | ZOH 1984 | Zhao Shijian                                  |               |                  |                  | 0      |
| 1988 Calgary           | ZOH 1988 | Zhang Zhubin                                  |               |                  |                  | 0      |
| 1992 Albertville       | ZOH 1992 | Song Chen                                     |               | 3                |                  | 3      |
| 1994 Lillehammer       | ZOH 1994 | Liu Yanfei                                    |               | 1                | 2                | 3      |
| 1998 Nagano            | ZOH 1998 | Čao Chung-po                                  |               | 6                | 2                | 8      |
| 2002 Salt Lake City    | ZOH 2002 | Zhang Min                                     | 2             | 2                | 4                | 8      |
| 2006 Turín             | ZOH 2006 | Yang Yang                                     | 2             | 4                | 5                | 11     |
| 2010 Vancouver         | ZOH 2010 | Chan Siao-pcheng                              | 5             | 2                | 4                | 11     |
| 2014 Soči              | ZOH 2014 | Tchung Ťien                                   | 3             | 4                | 2                | 9      |
| 2018 Pchjongčchang     | ZOH 2018 | Čou Jang ( otevření ) Wu Dajing ( zakončení ) | 1             | 6                | 2                | 9      |
| 2022 Peking            | ZOH 2022 | Zhao Dan Kao Tching-jü                        | 9             | 4                | 2                | 15     |
| 2026 Milán             | ZOH 2026 |                                               |               |                  |                  |        |
| Celkem                 | 12       |                                               | 22            | 32               | 23               | 77     |
| Zdroj na Olympedia.org |          |                                               |               |                  |                  |        |